# John Collins (roddare)
John Collins, född 24 januari 1989, är en brittisk roddare.
Collins tävlade för Storbritannien vid olympiska sommarspelen 2016 i Rio de Janeiro, där han tillsammans med Jonathan Walton slutade på 5:e plats i dubbelsculler. Vid olympiska sommarspelen 2020 i Tokyo slutade Collins på fjärde plats tillsammans med Graeme Thomas i dubbelsculler.